# サーカス3
サーカス3は、1995年に北電子が開発・販売したパチスロ機。

## 概要
『クリエーター7』と同じリール配列で、ボーナス確率こそ少々違うもゲーム性などは全く同じで、『クリエーター7』の後継機にあたる。もちろん、完全告知機能も搭載されている。本機のボーナス告知も、全リール停止後に左隅の告知ランプが光るものとなっており、ランプ部にはピエロの顔がデザインされている。
いわゆるモーニングとの関係で、本機に至っても完全告知機能は封じられ断線という屈辱を味わうが、『クリエーター7』同様そこそこのヒットを収める。
ちなみに、本機は赤のカラーリングを施されているが、後に登場する後継機『サーカスDX』においては薄紫色のカラーで登場する。更に後、本機の流れを汲んだ4号機の定番マシンとして長年君臨するロングヒットシリーズこと『ジャグラー』の登場へと繋がるのである。